# 約爾特山
77°31′S 163°37′E / 77.517°S 163.617°E
約爾特山（英語：Hjorth Hill），是南極洲的山峰，位於維多利亞地的斯科特海岸，處於霍格巴克山以南4公里，海拔高度760米，由英國探險隊發現，現時由南極條約體系管理。